# Hal Moore
Harold Gregory "Hal" Moore, Jr. (Bardstown, 13 de fevereiro de 1922 – Auburn, 10 de fevereiro de 2017) foi um Tenente-general aposentado do Exército dos Estados Unidos e um autor. Moore recebeu a Medalha por Serviços Distintos, a segunda maior condecoração do Exército Americano, e foi o primeiro de sua classe em West Point (1945) a ser promovido a General de brigada, Major-general e Tenente-general.
Ele ficou conhecido por, enquanto ainda era Tenente-coronel, ter comandado o 1º Batalhão do 7º Regimento de Cavalaria americana na Batalha de la Drang, em 1965 durante a Guerra do Vietnã.
Foi interpretado por Mel Gibson no filme We Were Soldiers ("Fomos Heróis").